# Echinocereus santaritensis
Echinocereus santaritensis är en kaktusväxtart som beskrevs av W. Blum och Rutow. Echinocereus santaritensis ingår i släktet Echinocereus och familjen kaktusväxter. Inga underarter finns listade i Catalogue of Life.